# 飛田季実子
飛田 季実子（ひだ きみこ、1977年9月26日 - ）は、大阪府泉佐野市出身の元ハンドボール選手。2023年に引退。2023年からは、日本ハンドボールリーグのソニーセミコンダクタマニュファクチャリング所属のGKコーチ。U-20女子日本代表のGKコーチも務める。

## 経歴
1996年に日本ハンドボールリーグの大和銀行へ加入。
1997年は第11回女子ジュニア世界選手権の日本代表に選出された。
1999-00年シーズン限りで大和銀行が廃部となり、2000年に日立栃木へ加入。同年は第6回ヒロシマ国際ハンドボール大会（兼ジャパンカップ）の日本代表に選ばれた。
2001-02年シーズン限りで日立栃木が廃部となり退団。
2002年にソニーセミコンダクタ九州へ移籍。2002-03年シーズンは7mスロー阻止賞（20/70）を受賞した。
2003年はアテネオリンピック・アジア予選の日本代表に選出された。2003-04年シーズンは初のベストセブンを受賞。
2007年は北京オリンピック・アジア予選の日本代表に選ばれた。2007-08年シーズンはリーグトップの7mスロー阻止率を記録し、4年ぶりのベストセブンを受賞した。
2008年は北京五輪・世界最終予選の日本代表に選出。
2015年はリオデジャネイロオリンピック・アジア予選の日本代表に選出された。2015-16年シーズンはシュート阻止率賞（.531）を受賞。
2017年は第7回全日本社会人ハンドボール選手権大会でベストセブンを受賞。
2018-19年シーズンから背番号を「1」へ変更。
2022-23年シーズンをもって現役引退。
2023年、ソニーセミコンダクタマニュファクチャリングのGKコーチ就任。
　　　  　U-20女子日本代表のGKコーチ就任。

## 詳細情報

### 年度別成績
| 年      | チーム  | 試合 | FS 阻止   | 率   | 7m 阻止 | 率   |
| ------- | ------- | ---- | --------- | ---- | ------- | ---- |
| 2002-03 | ソニー  | 15   | -         | -    | 20/70   | .286 |
| 2003-04 | ソニー  | 15   | -         | -    | 9/44    | .205 |
| 2004-05 | ソニー  | 12   | -         | -    | 9/32    | .281 |
| 2005-06 | ソニー  | 12   | -         | -    | 14/46   | .304 |
| 2006-07 | ソニー  | 15   | -         | -    | 8/40    | .200 |
| 2007-08 | ソニー  | 13   | -         | -    | 13/30   | .433 |
| 2008-09 | ソニー  | 15   | -         | -    | 5/30    | .167 |
| 2009-10 | ソニー  | 15   | -         | -    | 6/25    | .240 |
| 2010-11 | ソニー  | 13   | -         | -    | 1/7     | .143 |
| 2011-12 | ソニー  | 15   | -         | -    | 3/14    | .214 |
| 2012-13 | ソニー  | 15   | 159/410   | .388 | 8/24    | .333 |
| 2013-14 | ソニー  | 18   | 229/548   | .418 | 6/26    | .231 |
| 2014-15 | ソニー  | 18   | 168/431   | .390 | 8/30    | .267 |
| 2015-16 | ソニー  | 10   | 102/192   | .531 | 7/23    | .304 |
| 2016-17 | ソニー  | 18   | 128/310   | .413 | 4/13    | .308 |
| 2017-18 | ソニー  | 24   | 199/466   | .427 | 5/11    | .455 |
| 2018-19 | ソニー  | 24   | 255/589   | .433 | 6/27    | .222 |
| 2019-20 | ソニー  | 14   | 168/448   | .375 | 0/2     | .000 |
| 2020-21 | ソニー  | 16   | 151/403   | .375 | 1/5     | .200 |
| 2021-22 | ソニー  | 18   | 133/381   | .349 | 6/23    | .261 |
| JHL通算 | JHL通算 | -    | 1692/4178 | .405 | 173/637 | .272 |

- 各年度の太字はリーグ最高
- 2011-12年シーズン以前のシュート阻止数は公式記録がないため省略

### タイトル・表彰

#### 日本ハンドボールリーグ
- ベストセブン賞：2回 (2003年・2007年)
- シュート阻止率賞：1回 (2015年)
- 7mスロー阻止率賞：1回 (2007年)
- 7mスロー阻止賞：1回 (2002年)

#### 日本選手権
- 最優秀選手賞：1回 (2018年)

#### 社会人選手権
- ベストセブン：1回 (2017年)

### 記録

#### 日本ハンドボールリーグ
- 通算7mスロー阻止100本：2007年11月3日、対広島メイプルレッズ戦（霧島市国分体育館）[12]
- 通算7mスロー阻止150本：2016年2月21日、対三重バイオレットアイリス戦（姶良市総合運動公園体育館）[13]
- 通算フィールドシュート阻止1200本：2019年1月27日、対大阪ラヴィッツ戦（ブラザー体育館）[14]
- 通算フィールドシュート阻止1400本：2020年2月23日、対アランマーレ戦（霧島市国分体育館）[15]
- 通算フィールドシュート阻止1600本：2021年11月6日、対飛騨高山ブラックブルズ戦（飛騨高山ビッグアリーナ）[16]